# Durand Scott
Durand Christopher Scott  (Nueva York, Nueva York; 22 de febrero de 1990) es un jugador de baloncesto estadounidense nacionalizado jamaicano, que pertenece a la plantilla del Oviedo Club Baloncesto de la Liga LEB Oro. Con 1,96 metros de estatura, juega en la posición de escolta. 

## Trayectoria
Scott se formó en la Universidad de Miami donde acumuló diversos reconocimientos individuales disputando durante cuatro temporadas la NCAA con los Miami Hurricanes. 
En la temporada 2013-14, firmó por el Obradoiro de la Liga ACB. Desde Santiago dio el salto a Hapoel Tel Aviv B.C. y New Basket Brindisi para retornar en la temporada 2017-18 a EE. UU. donde militó en el Memphis Hustle de la NBA G League, logrando un contrato temporal en la franquicia de Tennessee en la NBA.
En 2018, regresa a Europa para jugar en el EWE Baskets Oldenburg, Levallois Metropolitans, Hapoel Gilboa Galil, SZTE-Szedeák y Maccabi Ashdod B.C. con anotaciones destacadas. 
El 17 de marzo de 2023, firma por el Oviedo Club Baloncesto de la Liga LEB Oro.